# Faro de Punta Moscarter
El faro de Punta Moscater es un faro situado próximo a San Juan Bautista, en la cota norte de la isla de Ibiza, en el archipiélago de las islas Baleares, España. Está gestionado por la autoridad portuaria de las Islas Baleares.

## Historia
Fue proyectado por Fernando Moscardó y Rafael Soler, comenzando la construcción en 1975 e inaugurándose el 1 de noviembre de 1978.